# Conseil international des musées
 (mai 2025).
Le Conseil international des musées ou ICOM (en anglais : The International Council of Museums, ICOM ; en espagnol : Consejo Internacional de Museos), créé en 1946, est la seule organisation de musées et de professionnels de musées à l’échelle mondiale. Elle a pour mission de promouvoir et protéger le patrimoine culturel et naturel, présent et futur, tangible et intangible (patrimoine culturel immatériel). Avec 51 302 membres répartis dans 131 pays et territoires (pour 120 comités nationaux), l’ICOM est un réseau unique de professionnels de musées, dont le périmètre d’actions comprend de nombreux domaines liés au musée et au patrimoine. L’ICOM a su, au fil des années, s’adapter aux préoccupations des professionnels des musées du monde, en gardant à l’esprit sa mission principale. Plus de 70 ans après sa création, l’organisation incarne la communauté mondiale des musées.

## Présentation
L’ICOM est une organisation non gouvernementale en relation formelle avec l’UNESCO et entretenant un statut consultatif auprès du Conseil économique et social des Nations unies. L’ICOM collabore avec des partenaires tels que l’Organisation Mondiale de la Propriété Intellectuelle (OMPI),  INTERPOL et l’Organisation mondiale des douanes[source secondaire souhaitée] (OMD), afin d’assurer le développement de ses missions de service public dans le monde. L'ICOM lutte contre le trafic illicite de biens culturels, sensibilise sur la gestion du risque et prépare à l’urgence, dans le cadre de la protection du patrimoine culturel mondial lors de catastrophes naturelles ou conflits armés. Par ailleurs, c'est l'ICOM qui a défini le cadre de l'utilisation du domaine de premier niveau commandité.
Il est composé de comités nationaux, de comités internationaux qui sont thématiques, d'alliances régionales ainsi que d'organisations affiliées. Chaque comité fait une conférence par an et tous les 3 ans, l’ICOM organise une conférence générale rassemblant tous les comités.

## Histoire
Il s'agit d'un effort international formé dans l'après-guerre pour récupérer le patrimoine perdu pendant les conflits. 

### 1946 – 1947: la naissance
En moins d’une année, deux rencontres ont marqué la naissance de l’ICOM. La première s’est tenue à Paris pour la création du Conseil international des musées  sur l’initiative de Chauncey J. Hamlin (États-Unis d’Amérique) qui devint le premier président de l’organisation. La deuxième a eu lieu à Mexico pour la première Assemblée générale de l’organisation.

### 1947 – 1968: la croissance
Les sept conférences qui se sont tenues de 1948 à 1965 ont vu l’ICOM se développer peu à peu. Les structures se renforcent, la représentation géographique s’accroît, mais surtout les activités prennent une consistance et une orientation de plus en plus professionnelles. Les deux dernières conférences générales (à La Haye et Amsterdam en 1962 et à New York en 1965) montrent l’ampleur des besoins et l’enthousiasme des participants.
Les préoccupations de ces années concernent trois domaines essentiels : l’éducation par les musées (médiation culturelle), les expositions et la circulation internationale des biens culturels, la conservation et la restauration des biens culturels.

### 1968 – 1977: les années de crise et de transition
À partir de 1968, les déficits financiers deviennent chroniques. L’activité, les projets et les dépenses augmentent alors que le montant des cotisations reste inchangé pendant huit ans. En parallèle, se dessinent les nouveaux contours du musée et de son rôle dans la société contemporaine. Au début des années 1970, une sérieuse remise en cause de l’institution a failli mettre la vie de l’ICOM en péril. La seule solution est d’augmenter ses propres ressources, donc ses membres et leur cotisation, ce qui permet d’en finir avec une situation injuste et dépassée. Les statuts sont révisés. Les membres actifs étaient limités alors à quinze par comité national.
Depuis la Conférence générale de Grenoble en 1971, l’idée d’accueillir des membres individuels sans distinction a fait son chemin. En 1974, la réforme est adoptée à Copenhague : les membres actifs et associés ne forment alors plus qu’une seule et même catégorie. L’esprit démocratique a prévalu, tout membre de la profession dispose du droit de vote et peut être éligible.

### 1977 – 1989: l’ouverture sur le monde
Il faut attendre 1977 pour voir l’ICOM déployer ses activités dans les pays en voie de développement.
Une résolution, adoptée à Moscou en 1977, prévoit l’assistance aux pays en voie de développement d’Asie, d’Afrique et d’Amérique latine dans le domaine de la formation du personnel de musée et des restaurateurs, en tenant compte des besoins en personnels qualifiés et spécialistes de la conservation et en permettant la promotion de la création et la diffusion de matériel didactique pour l’enseignement de la conservation.
Quatre conférences  décisives, en 1977, 1980, 1983 et 1986, permettent à l’ICOM de réaliser deux objectifs stratégiques:
- la mise au point d’une politique des musées au service de la société et de son développement ;
- l’adoption du Code de déontologie, un texte de référence.

### 1989 – 1996: l’ICOM efficace et universel
La situation financière de l’ICOM s’assainit et le déficit se résorbe en 1994. La politique de levées de fonds ouvre des perspectives prometteuses. La notoriété de l’ICOM et son action mondiale lui assurent une véritable représentativité, juste aboutissement et heureuse récompense d’un demi-siècle d’efforts.
À l’heure où de nombreuses organisations internationales recherchent un second souffle et sont confrontées à des problèmes financiers et structurels, l’ICOM réussit à conserver l’universalité, la souplesse et l’imagination qui lui permettent de répondre aux exigences de la profession.
Les résolutions de ces dernières assemblées générales tracent la voie d’une politique du patrimoine conforme à l’idée que le développement économique est inséparable des facteurs culturels.

### 1996 – 2004: une nouvelle ère d’actions
À partir de 1996, l’ICOM intensifie son action relative à la lutte contre le trafic illicite des biens culturels avec la création des Listes Rouges et de la série des Cent objets disparus. La prévention des risques liés aux catastrophes naturelles ou causées par l’homme s’accélère avec le Programme d’urgence dans les musées (MEP) lancé en 2002 et la participation de l’ICOM au Comité international du Bouclier Bleu (ICBS).
L’ICOM prend ainsi un nouveau départ, toujours plus ancré dans la communauté muséale mondiale et de fait plus proche de la société civile.

### 2004 à nos jours: l’ouverture sur l’Asie
Afin de définir sa nouvelle stratégie, l’ICOM crée un groupe de travail sur la réforme de l’organisation et produit un rapport intitulé Des outils pour rénover l’organisation. Manuel pratique destiné aux professionnels publié par l’ICOM, Comment gérer un musée devient un outil de référence pour la communauté muséale mondiale dans le domaine de la formation.
Les actions pour la protection du patrimoine culturel se poursuivent avec notamment la participation active de l’ICOM au Bouclier Bleu et l’administration d’Object ID désormais déléguée à l’ICOM. La protection du patrimoine culturel immatériel fait désormais partie intégrante du programme d’activités de l’ICOM. Autant d’éléments qui contribuent au rayonnement institutionnel de l’ICOM.
Dès 2004, en tenant pour la première fois une Conférence générale en Asie (Séoul, République de Corée), l’ICOM insiste pour une plus grande inclusion du continent asiatique. 2010 conforte cette ouverture à travers la présence de l’organisation à l’Exposition universelle et la tenue de la conférence générale à Shanghai. Après les Conférences Générales de Rio en 2013 et de Milan en 2016, l’ICOM continue à renforcer sa présence en Asie aujourd’hui, notamment avec la prochaine Conférence Générale de 2019 à Kyoto, Japon.

## Identité visuelle
Le nouveau logo de l'organisation a été créé en 2015 par l'agence de design française c-album, basée à Paris, après un concours international.

## Actions

### Définition du musée
La définition du musée est actualisée régulièrement afin que les enjeux des institutions muséales s'accordent avec les évolutions de la société. Ce processus d'élaboration d'une nouvelle définition rencontre mieux les attentes et les pratiques des musées. L'ICOM Define (Comité permanent pour la définition du musée) se charge de mettre à jour cette définition. 
À Prague, le 24 août 2022, l’Assemblée générale extraordinaire de l’ICOM a approuvé la proposition de nouvelle définition du musée avec 92,41% (Pour : 487, Contre : 23, Abstention : 17). À la suite de l’adoption, la nouvelle définition des musées de l’ICOM est la suivante :
“Un musée est une institution permanente, à but non lucratif et au service de la société, qui se consacre à la recherche, la collecte, la conservation, l’interprétation et l’exposition du patrimoine matériel et immatériel. Ouvert au public, accessible et inclusif, il encourage la diversité et la durabilité. Les musées opèrent et communiquent de manière éthique et professionnelle, avec la participation de diverses communautés. Ils offrent à leurs publics des expériences variées d’éducation, de divertissement, de réflexion et de partage de connaissances.”

### Code de déontologie de l’ICOM pour les musées
Ayant un rôle prépondérant en matière de déontologie, l’ICOM a adopté son code de déontologie pour les musées en 1986, un outil de référence qui fixe des normes d’excellence devant être respectées par tous les membres de l’organisation. Ces normes d’autorégulation pour les musées comportent des principes fondamentaux pour l’administration des musées et pour l’acquisition et la cession de collections, ainsi que des règles de conduite à l’usage des professionnels.

### Lutte contre le trafic illicite
Le trafic illicite des biens culturels entraîne des dommages importants pour le patrimoine matériel, notamment dans certaines régions du monde où vols et pillages sont monnaie courante. La lutte contre le trafic illicite des biens culturels est l’un des programmes prioritaires de l’ICOM. De ce fait, l’ICOM publie ses Listes rouges pour sensibiliser au trafic et au commerce illicite de biens culturels.

### Programme d’urgence dans les musées
Engagé dans la protection du patrimoine culturel, l’ICOM protège les institutions culturelles des situations de conflits ou des catastrophes naturelles, par le biais de soutien et d’outils de gestion des risques.

### Fonds de dotation de l'ICOM
Le Fonds apporte un soutien financier et opérationnel à des activités s'adressant à la communauté mondiale des musées, qui promeuvent le rôle social des musées et leur contribution à la vie intellectuelle, artistique et patrimoniale. Les actions du Fonds de dotation de l'ICOM répondent aux objectifs suivants : l’amélioration du rôle social des musées; le soutien à l'innovation dans les musées; la préservation du patrimoine et la mise en œuvre de mesures de réduction des risques; et le renforcement des compétences professionnelles. Le Fonds soutient, outre les activités du Conseil international des musées telles que les publications, les expositions et les formations,, la Journée internationale des musées, Prix du musée du Conseil de l'Europe, The Best in Heritage et le Prix du musée européen de l'année. Le directeur exécutif du Fonds de dotation de l'ICOM est Bjorn Stenvers,.

### Journée internationale des musées
Organisée par l’ICOM depuis 1977, la Journée internationale des musées (International museum day, IMD) est célébrée à travers le monde chaque année autour du 18 mai. De l’Amérique à l’Océanie en passant par l’Europe, l’Asie et l’Afrique, la Journée internationale des musées a pour objectif de sensibiliser le grand public aux enjeux des musées dans le développement de la société.

## Organisation

### Comités
L’engagement de l’ICOM pour la promotion de la culture et de la connaissance est renforcé par ses 32 Comités internationaux dévoués à une large gamme de spécialités des musées. Ils mènent des recherches avancées dans leur domaine respectif et dans l’intérêt de l’ICOM.
Ce sont des groupes de réflexion mondiaux sur les musées et, plus généralement, sur le patrimoine et les problématiques muséales. Ils définissent des normes, établissent des recommandations et partagent leur expérience professionnelle et leurs informations scientifiques avec les membres de l’ICOM. Sur les 32 comités internationaux, 18 sont basés sur le type de collection et 14 traitent de sujets généraux et globaux.

#### Liste des comités Internationaux
- AVICOM - Audiovisuel et nouvelles technologies de l'image et du son
- CAMOC - Collections et activités des musées des villes
- CECA - Éducation et action culturelle
- CIDOC - Documentation
- CIMCIM - Musées et collections d’instruments et de musique
- CIMUSET - Musées et collections de sciences et techniques
- CIPEG - Égyptologie
- COMCOL - Développement des collections
- COSTUME - Musées et collections du costume
- DEMHIST - Demeures historiques
- DRMC - Musées résilients aux catastrophes
- GLASS - Musées et collections du verre
- ICAMT - Architecture et techniques muséographiques
- ICDAD - Arts décoratifs et design
- ICEE - Echanges d'expositions
- ICEthics - Dilemmes éthiques
- ICFA - Musées et collections des beaux-arts
- ICLCM - Musées littéraires
- ICMAH - Musées et collections d'archéologie et d'histoire
- ICME - Musées et collections d'ethnographie
- ICMEMO - Musées à la mémoire des victimes de crimes publics
- ICMS - Sécurité dans les musées
- ICOFOM - Muséologie
- ICOM-CC - Conservation
- ICOMAM - Musées d'armes et d'histoire militaire
- ICOMON - Musées bancaires et monétaires
- ICR - Musées régionaux
- ICTOP - Formation du personnel
- INTERCOM - Gestion des musées
- MPR - Marketing et relations publiques
- NATHIST - Musées et collections de sciences naturelles
- UMAC - Musées et collections universitaires

### Conférence générale
Tous les trois ans, la Conférence générale de l’ICOM réunit les professionnels des musées du monde entier. La première édition a eu lieu à Paris en 1948. Ces dernières années, les Conférences générales se sont déroulées à Séoul en 2004 (la première en Asie), à Vienne en 2007 et à Shanghai du 7 au 12 novembre 2010. Cette 22e Conférence générale suivait l’exposition universelle où un pavillon de l’ICOM avait été inauguré et nommé « Musées, Cœur de la Ville ». En 2013, la Conférence Générale a eu lieu à Rio de Janeiro, en 2016 à Milan, en 2019 à Kyoto.

### Gouvernance
À la tête de l'ICOM, un Président élu et un Directeur général désigné travaillent étroitement avec les organes institutionnels de l'organisation.
Suay Aksoy a été élue Présidente de l'ICOM lors de la Conférence générale en août 2016 et le Directeur général Dr. Peter Keller en décembre 2016.
Les Présidents successifs de l'ICOM figurent au tableau suivant :
| No. | Période   | Nom                 | Pays            |
| --- | --------- | ------------------- | --------------- |
| 1   | 1946-1953 | Chauncey Hamlin     | États-Unis      |
| 2   | 1953-1959 | Georges Salles      | France          |
| 3   | 1959-1965 | Philip Hendy        | Royaume-Uni     |
| 4   | 1965-1971 | Arthur van Schendel | Pays-Bas        |
| 5   | 1971-1977 | Jan Jelínek         | Tchécoslovaquie |
| 6   | 1977-1983 | Hubert Landais      | France          |
| 7   | 1983-1989 | Geoffrey Lewis      | Royaume-Uni     |
| 8   | 1989-1992 | Alpha Oumar Konaré  | Mali            |
| 9   | 1992-1998 | Saroj Ghose         | Inde            |
| 10  | 1998-2004 | Jacques Perot       | France          |
| 11  | 2004-2010 | Alissandra Cummins  | Barbade         |
| 12  | 2010-2016 | Hans-Martin Hinz    | Allemagne       |
| 13  | 2016-2020 | Suay Aksoy          | Turquie         |
| 14  | 2020-2022 | Alberto Garlandini  | Italie          |
| 15  | 2022-     | Emma Nardi          | Italie          |